# Horst Kunze (Fußballspieler)
Horst Kunze (* 27. Mai 1956) ist ein ehemaliger deutscher Fußballspieler. Zwischen 1980 und 1985 spielte er in der DDR-Oberliga, der höchsten Spielklasse im DDR-Fußball.

## Sportliche Laufbahn
Bei der Betriebssportgemeinschaft (BSG) Chemie Zeitz kam Horst Kunze in der Saison 1974/75 zu seinen ersten Punktspieleinsätzen im DDR-weiten Spielbetrieb. In der zweitklassigen DDR-Liga wurde er in zehn Begegnungen eingesetzt und schoss sein erstes Tor im höherklassigen Fußball. In der Saison 1975/76 kam er bis zum April 1976 zu 16 Ligaeinsätzen, danach trat er im Mai einen dreijährigen Dienst in der Nationalen Volksarmee an. In dieser Zeit konnte er bei der Armeesportgemeinschaft (ASG) Vorwärts Plauen weiter Fußball in der DDR-Liga spielen. Innerhalb von drei Spielzeiten kam er in den 64 Ligaspielen zu 47 Einsätzen und war mit vier Toren erfolgreich. Nach seiner Entlassung aus der Armee kehrte Kunze zur Saison 1978/79 wieder zu Chemie Zeitz zurück. Dort spielte er bis zum Ende der Saison 1979/80 32-mal in der DDR-Liga und kam auf fünf Treffer.
Im Sommer 1980 schloss sich Kunze dem Oberligaaufsteiger Chemie Böhlen an. Als Stürmer wurde er in allen 26 Oberligaspielen eingesetzt, schoss aber nur ein Tor. Nach nur einem Jahr musste Böhlen wieder aus der Oberliga absteigen. An dem sofortigen Wiederaufstieg war Kunze mit 17 von 22 DDR-Liga-Spielen und bei allen acht Aufstiegsspielen mit einem Tor beteiligt. In seiner zweiten Oberligasaison 1982/83 hatte Kunze mehrere Ausfälle und konnte nur in sechzehn Punktspielen aufgeboten werden, wobei er wieder sein obligatorisches Tor erzielte.  Auch 1983 schaffte Chemie Böhlen nicht den Klassenerhalt. Sowohl 1984 als auch 1985 wurde der Wiederaufstieg verpasst. 1983/84 fehlte Kunze nur bei einem der 22 Ligaspiele, in der Hinrunde der Saison 1984/85 bestritt er alle 17 Punktspiele, in beiden Spielzeiten schoss er jeweils drei Tore.
Ab Februar 1985 spielte Kunze für den Oberligisten 1. FC Lokomotive Leipzig, wo er den längerfristig ausgefallenen Mittelfeldspieler Matthias Lindner ersetzen sollte. Kunze wurde auf dessen Position bis zum Saisonende in allen elf Oberligaspielen eingesetzt, schoss ein Tor, bestritt aber nur drei Partien über die volle Distanz. Nachdem Lindner zur Saison 1985/86 wieder einsatzfähig war, hatte der Leipziger Klub für Kunze keine Verwendung mehr. Er hatte noch einen Kurzeinsatz am 3. Spieltag, danach er kehrte zu Chemie Böhlen zurück.
In Böhlen bestritt Kunze in der Spielzeit 1985/86 noch 15 DDR-Liga-Spiele, in denen er mit fünf Treffern die meisten Saisontore seiner Laufbahn erzielte. In den folgenden drei Spielzeiten war er mit 82 Ligaspielen bei insgesamt 102 Punktspielen durchgehend Stammspieler. Mit 32 Jahren absolvierte Kunze seine letzte Saison im höherklassigen Fußball. Seine Laufbahn beendete er nach 15 Spielzeiten mit 54 Oberligaspielen (drei Tore) und 241 DDR-Liga-Spielen (29 Tore).